# Жур-ле-Беньё
Жур-ле-Беньё (фр. Jours-lès-Baigneux) — коммуна во Франции, находится в регионе Бургундия. Департамент коммуны — Кот-д’Ор. Входит в состав кантона Беньё-ле-Жюиф. Округ коммуны — Монбар.
Код INSEE коммуны — 21326.

## Население
Население коммуны на 2010 год составляло 87 человек.
| 1962 | 1968 | 1975 | 1982 | 1990 | 1999 | 2010 |
| ---- | ---- | ---- | ---- | ---- | ---- | ---- |
| 133  | 128  | 106  | 86   | 86   | 88   | 87   |

## Экономика
В 2010 году среди 49 человек трудоспособного возраста (15—64 лет) 41 были экономически активными, 8 — неактивными (показатель активности — 83,7 %, в 1999 году было 70,7 %). Из 41 активных жителей работали 37 человек (19 мужчин и 18 женщин), безработных было 4 (0 мужчин и 4 женщины). Среди 8 неактивных 4 человека были учениками или студентами, 3 — пенсионерами, 1 был неактивным по другим причинам.